# نیوبی

نیوبی (به انگلیسی: Newbie) یا نوب (به انگلیسی: Noob) که به صورت newb, n00b یا nub نیز نوشته می‌شود، یک اصطلاح از زبان خودمانی برنامه‌نویسان و گیمرها است. به طور کلی این اصطلاح به شخص کم‌تجربه یا تازه‌وارد در یک حرفه یا فعالیت اشاره می‌کند؛ به طور خاص برای کاربر مبتدی یا جدید رایانه، اغلب در مورد فعالیت های اینترنتی مانند بازی های آنلاین یا استفاده از لینوکس به کار گرفته می‌شود.
منشاء این اصطلاح نامشخص است. قدیمی ترین کاربرد احتمالاً مربوط به اصطلاحات تعطیلات نیروهای مسلح ایالات متحده آمریکا در اواخر قرن بیستم است. اشکال متغیر این کلمه شامل نیوبِی (newby) و نیوبی (newbee) است در حالی که اصطلاح مرتبط نوب (noob) (اغلب به عنوان "n00b" تلقی می شود) اغلب در بازی های آنلاین استفاده می شود.

## بازی‌های ویدئویی
کلمه نوب یکی از اصطلاحات گیمینگ است که با هدف تمسخر و تحقیر بازیکنان تازه وارد به کار گرفته می‌شود. همچنین نوب به کسی خطاب می‌شود که برخلاف سایر بازیکنان به جهت کندی در یادگیری و فقدان سرعت عمل لازم در بازی، برای فرار از واقعیت بهانه‌های متعددی را از جمله ناعادلانه بدون شرایط مطرح می‌کند.